# Piazza del Plebiscito
Piazza del Plebiscito (Talijanski izgovor: [ˈpjattsa del plebiʃˈʃiːto]; nap. Chiazza d''o Plebbiscito)  je veliki javni trg u središtu Napulja, u Italiji.

## Povijest
Nazvan je po plebiscitu održanom 21. listopada 1860. koji je Napulj uveo u ujedinjeno Kraljevstvo Italije pod Savojskom kućom, trg je vrlo blizu Napuljskog zaljeva i omeđen Kraljevskom palačom (istok) i crkvom San Francesco di Paola (zapad) sa svojim prepoznatljivim dvostrukim kolonadama koje se protežu sa svake strane. Ostale zapažene susjedne zgrade uključuju Palazzo Salerno i, njeno "ogledalo", Palaču prefekture (na lijevom kraku crkve).
U prvim godinama 19. stoljeća napuljski kralj Murat (Napoleonov šurjak) planira trg i zgradu kao počast caru. Ubrzo nakon što je Napoleon konačno poslan na Svetu Helenu, Bourboni su vraćeni na prijestolje, a Ferdinand I. je nastavio izgradnju, ali je gotov proizvod pretvorio u crkvu kakvu danas vidimo. Posvetio ju je svetom Franji Paolskom, koji je u 15. stoljeću boravio u samostanu na ovom mjestu. Crkva podsjeća na Panteon u Rimu. Na pročelju se nalazi trijem koji se oslanja na šest stupova i dva jonska stupa. Iznutra je crkva kružnog oblika s dvije bočne kapele. Kupola je visoka 53 metra.
Godine 1963. općinska je uredba trg pretvorila u javno parkiralište kako bi se nosilo s nekontroliranim povećanjem broja automobila u gradu. Trg je tako unakažen (između ostalog, uz parkiralište je bilo i veliko parkiralište za autobuse javnog prijevoza u neposrednoj blizini kolnika, a čak je bilo planirano i veliko dvorište za izgradnju brzog tramvaja na kraju ulice). osamdesetih godina) sve dok 1994. godine, povodom summita G7, trg nije obnovljen, prvo je asfalt kolnika iza Kraljevskih dvora zamijenjen tradicionalnijim popločenjem, a zatim je u cijelosti pretvoren u pješačku zonu.
Povremeno se trg koristi za koncerte na otvorenom. Umjetnici koji su ovdje nastupali uključuju popularne talijanske i napolitanske umjetnike, poput Franca Battiata i Pina Danielea, kao i međunarodne zvijezde uključujući Eltona Johna, Maroon 5 i Muse. U svibnju 2013. Bruce Springsteen & The E-Street Band održali su koncert na tom mjestu.

## Galerija
- Piazza del Plebiscito, pogled od Kraljevske palače u Napulju
- Piazza del Plebiscito i Kraljevska palača
- Piazza del Plebiscito, spomenik Karlu VII. Napuljskom (kasnije Karlo III. Španjolski) u prvom planui kupola Gallerije Umberto I u pozadini.